# Stazione di Jaén
La stazione di Jaén (in spagnolo Estación de Jaén) è la principale stazione ferroviaria di Jaén, Spagna.